# الیجا محمد
الایجا محمد یا الیاس محمد (انگلیسی: Elijah Muhammad؛ زاده ۷ اکتبر ۱۸۹۷ – درگذشته ۲۵ فوریهٔ ۱۹۷۵) یک رهبر مذهبی و مؤلف اهل ایالات متحده آمریکا بود که جنبش امت اسلام را از ۱۹۳۴ تا مرگش در ۱۹۷۵ رهبری کرد. محمد همچنین مرشد و معلم مالکوم ایکس، لوئیس فراخان، محمد علی کلی و پسرش وارث دین محمد بود.